# Acanthoscelidius mendicus
Espèce
Acanthoscelidius mendicus  est une espèce d'insectes coléoptères appartenant à la famille des Curculionidae.